# Đường về quê mẹ
Đường về quê mẹ là một bộ phim điện ảnh Việt Nam về đề tài chiến tranh được thực hiện bởi Xưởng Phim truyện Việt Nam và do Nghệ sĩ nhân dân Bùi Đình Hạc đạo diễn. Bộ phim chính thức công chiếu vào năm 1971 và đã giành được nhiều giải thưởng tại các lễ trao giải, liên hoan phim quốc nội và quốc tế. Đây cũng là một trong các tác phẩm tiêu biểu đã giúp đạo diễn Bùi Đình Hạc nhận được Giải thưởng Hồ Chí Minh.

## Nội dung
Bộ phim xoay quanh cuộc sống chiến đấu của những chiến sĩ công binh, đặc biệt là 3 nhân vật chính Núi, Dư và Ly. Họ có nhiệm vụ làm trận địa giả, thu hút máy bay B52 của quân đội Hoa Kỳ để đồng đội bí mật mở đường, phục vụ chiến dịch giải phóng làng Vân. Bên cạnh lòng dũng cảm của các quân nhân, bộ phim còn nói về sự hy sinh của những người mẹ, phác họa nên hình tượng những Bà mẹ Việt Nam anh hùng.

## Diễn viên
- Nghệ sĩ nhân dân Trúc Quỳnh vai mẹ Núi.
- Nghệ sĩ nhân dân Lâm Tới vai Núi (chiến sĩ quân giải phóng).[1][2]
- Nghệ sĩ nhân dân Thế Anh vai Dư (tổ trưởng).[3][4]
- Hồ Trường vai Ly (chiến sĩ Tây Nguyên).
- Nghệ sĩ nhân dân Minh Đức vai nữ y tá Huế.[5][6]
- Nghệ sĩ nhân dân Trịnh Thịnh vai chú Lăng (chiến sĩ nuôi quân).[7]
- Nghệ sĩ ưu tú Hà Văn Trọng vai tiểu đoàn trưởng Hạ.
- Trần Quang Vinh vai chính ủy Tích.
- Trung tá Phạm Lụt vai Tư lệnh trưởng.

## Sản xuất
Đường về quê mẹ được đạo diễn Bùi Đình Hạc thực hiện vào năm 1970, do Bùi Đình Hạc và Bành Châu cùng viết kịch bản. Bộ phim được dựa trên sự kiện có thật về Trận Làng Vây (trong phim đổi thành "làng Vân"). Những câu chuyện trong bộ phim được xây dựng trên cơ sở những câu chuyện, hình ảnh chiến đấu của nhân dân của bộ đội Việt Nam trong giai đoạn ác liệt của chiến tranh.
Bộ phim có sự tham gia của các diễn viên chính là Trúc Quỳnh, Lâm Tới, Thế Anh và Hồ Tường. Vì thực hiện những cảnh chân thật cho bộ phim mà một số diễn viên đã gặp phải tai nạn trong quá trình quay chụp: Nghệ sĩ nhân dân Thế Anh bị trật khớp vai sau khi khuân quả bom thật nặng 70 kg vì từ chối khuân bom giả, nữ nghệ sĩ Trúc Quỳnh đã thực sự bị thương trong phân cảnh bị chó cắn. Bên cạnh các diễn viên chuyên nghiệp, bộ phim còn có sự tham gia của các quân nhân và sĩ quan Quân đội nhân dân Việt Nam. Đây cũng là bộ phim thứ 4 mà họa sĩ thiết kế Phạm Quang Vĩnh tham gia.

## Công chiếu
Đường về quê mẹ công chiếu lần đầu tiên vào năm 1971, khi Việt Nam vẫn đang còn trong giai đoạn 2 của cuộc Chiến tranh Đông Dương. Tháng 8 năm 1973, bộ phim được công chiếu tại Hungary với tên "Szülőföldem, hazám" (tạm dịch: Quê hương tôi, đất nước tôi).
Năm 2012, bộ phim được phát hành dưới dạng đĩa DVD và một lần nữa được công chiếu rộng rãi trong khuôn khổ những hoạt động kỷ niệm ngày Điện ảnh Việt Nam. Đến năm 2017, kỷ niệm 20 năm Liên hoan phim Việt Nam, bộ phim góp mặt trong danh sách "Những bộ phim đoạt giải cao tại các kỳ Liên hoan phim Việt Nam" và được trình chiếu tại một số rạp phim.

## Đánh giá và đón nhận
Mặc dù ra đời trong bối cảnh chiến tranh, nhưng Đường về quê mẹ là một trong những bộ phim thành công của điện ảnh Việt Nam. Trong tác phẩm "Hành trình nghiên cứu điện ảnh Việt Nam", bộ phim Đường về quê mẹ được đánh giá là "đã đạt tới tầm khái quát cao với những hình tượng nghệ thuật làm rung động lòng người". Bên cạnh sử dụng tốt việc xây dựng tính cách nhân vật và bối cảnh để thể hiện ý đồ của tác phẩm, đoàn làm phim còn sử dụng những yếu tố phụ trợ nhằm tạo nên những hiệu quả nghệ thuật cao nhất.
Bộ phim không chỉ giành giải thưởng tại 2 liên hoan phim quốc tế, mà còn chiến thắng 4 hạng mục dành cho phim truyện điện ảnh tại Liên hoan phim Việt Nam lần thứ 2, bao gồm Bông sen vàng.
Năm 2007, đạo diễn Bùi Đình Hạc đã được trao Giải thưởng Hồ Chí Minh về văn học nghệ thuật trong đợt trao giải thứ 3 nhờ 5 bộ phim tài liệu và 2 phim truyện nhựa, trong đó có Đường về quê mẹ. Là một trong những bộ phim điện ảnh thành công trong giai đoạn 1959–1975, áp phích phim Đường về quê mẹ, một trong những tấm áp phích đầu tiên của điện ảnh Việt Nam, đã góp mặt trong triển lãm "Việt Nam, đất nước đi lên từ chiến tranh" diễn ra tại Bảo tàng Hồ Chí Minh, Hà Nội vào tháng 3 năm 2009 và được nhiều bạn trẻ chú ý.

## Giải thưởng và đề cử
| Năm  | Lễ trao giải                                    | Hạng mục                                                 | Đề cử                   | Kết quả       | Nguồn         |
| ---- | ----------------------------------------------- | -------------------------------------------------------- | ----------------------- | ------------- | ------------- |
| 1972 | Liên hoan phim quốc tế Karlovy Vary (Tiệp Khắc) | Giải thưởng Ban giám khảo (khu vực Á - Phi và Mỹ Latinh) | —                       | Giải nhất     | [ 24 ] [ 25 ] |
| 1973 | Liên hoan phim quốc tế New Delhi (Ấn Độ)        | Phim hay nhất                                            | —                       | Đoạt giải     | [ 26 ] [ 9 ]  |
| 1973 | Liên hoan phim Việt Nam lần thứ 2               | Phim truyện điện ảnh xuất sắc                            | —                       | Bông sen vàng | [ 24 ]        |
| 1973 | Liên hoan phim Việt Nam lần thứ 2               | Đạo diễn xuất sắc                                        | Bùi Đình Hạc            | Đoạt giải     | [ 27 ]        |
| 1973 | Liên hoan phim Việt Nam lần thứ 2               | Biên kịch xuất sắc                                       | Bùi Đình Hạc, Bành Châu | Đoạt giải     | [ 27 ]        |
| 1973 | Liên hoan phim Việt Nam lần thứ 2               | Quay phim xuất sắc                                       | NSƯT Lưu Xuân Thư       | Đoạt giải     | [ 28 ]        |